# カリン・テイラー
カリン・テイラー（Karin Taylor、1971年11月28日 - ）はジャマイカのモデル。キングストン出身。